# Arthur Petrelli
Arthur Petrelli es un personaje ficticio de la serie de ciencia ficción Héroes, creada por Tim Kring. Es interpretado por Robert Forster.

## Habilidades
Arthur Petrelli (Robert Forster) tiene la capacidad de adquirir las habilidades de las personas a las que toca y apropiarse de ellas.
Se conoce que ha robado las habilidades a Adam Monroe, que le han servido para salir de su estado vegetativo, de su hijo Peter Petrelli, de Maya Herrera por petición de Mohinder Suresh y de Hiro Nakamura.
También se sabe que posee algún tipo de telepatía que utiliza para comunicarse en su estado vegetativo. Además de utilizarla comúnmente para manipular a su esposa y reprimir ciertos recuerdos en ella y posiblemente en sus propios hijos. 

## Historia
En 1968, Arthur luchó en la Guerra de Vietnam bajo el nombre código “Dallas” junto a Linderman, en donde ambos descubrieron que poseían poderes. A partir de la primera temporada Arthur fue mencionado continuamente por numerosos personajes, refiriéndose a él como alguien honorable, respetable, poderoso y un ejemplo a seguir, además de que su falta de atribución ala serie era justificada por el hecho de haberse “suicidado”, bajo una supuesta enfermedad mental hereditaria. 
Posteriormente en la segunda temporada se descubre que él junto a Angela Petrelli, Kaito Nakamura, Daniel Linderman, Charles Deveux, Maury Parkman, Bob Bishop, entre otros, bajo la guía de Adam Monroe fueron persuadidos de usar sus poderes para salvar al mundo, además de ser confirmado como un humano evolucionado una vez más. 
Se ha dado a conocer por primera vez la identidad de Arthur, en el episodio 05 de la Temporada 3: Angels and Monsters, apareciendo en un estado vegetativo, donde a su vez se encuentra controlando con sus poderes de telequinesis y dando órdenes al padre de Matt Parkman. Su ubicación es en las instalaciones de PineHearst, un instituto dedicado a las investigaciones científicas de personas con habilidades. En el siguiente episodio La muerte de la luz o Dying of the Light se encargara de recuperar su salud a partir de hurtar los poderes de Adam Monroe y empezar con su idea : formar su propio ejército de personas con habilidades.
En el capítulo 12 del libro 3, Villanos, Arthur Petrelli muere por una bala en su cráneo, lanzada por su Hijo Peter Petrelli pero detenida y relanzada por Sylar (Gabriel Gray) debido a que Arthur Petrelli mintió sobre el hecho de que Sylar era su hijo, cosa que hasta donde se sabe es mentira

## Habilidades adquiridas
Las habilidades o poderes que Arthur ha demostrado poseer son: 
- Telepatía, adquirida de una fuente desconocida (Dying of the Light)
- Regeneración celular espontánea de Adam Monroe (Dying of the Light)
- Manipulación de la electricidad de Peter Petrelli (Dying of the Light)
- Telquinesis de Peter Petrelli (robada en Dying of the Light, demostrada en Eris Quod Sum)
- Emisión de veneno de Maya Herrera (Eris Quod Sum)
- Manipulación del espacio y el tiempo de Peter Petrelli (robada in Dying of the Light, demostrada in It's Coming)
- Precognición de Peter Petrelli (robada en Dying of the Light, demostrada en It's Coming)

Sin embargo, no se ha demostrado si adquirió todas las habilidades que Peter tenía; las habilidades de todos los humanos evolucionados que hayan estado en el radio de acción de la empatía mímica de Peter. Las habilidades conocidas que Arthur ha adquirido pero que no ha demostrado aún son: 
- Empatía mímica de Peter Petrelli (Dying of the Light)
- Capacidad de volar de Peter Petrelli (Dying of the Light)
- Radioactividad Inducida de Peter Petrelli (Dying of the Light)
- Aptitud intuitiva de Peter Petrelli (Dying of the Light)
- Invisibilidad de Peter Petrelli (Dying of the Light)
- Intangibilidad de Peter Petrelli (Dying of the Light)
- Sueño precognitivo de Peter Petrelli (Dying of the Light)
- Piroquinesis de Peter Petrelli (Dying of the Light)
- Superfuerza de Peter Petrelli (Dying of the Light)

Arthur declara que los efectos de sus habildades son permanentes.
- Datos: Q2865310